# Budinjak
 Budinjak  falu Horvátországban Zágráb megyében. Közigazgatásilag Szamoborhoz tartozik.

## Fekvése
Zágrábtól 38 km-re, községközpontjától 18 km-re nyugatra a Zsumberk-Szamobori-hegység lejtőin fekszik.

## Története
A régészeti leletek tanúsága szerint területe már az őskorban lakott volt. Az őskori település maradványa a falu határában egy rendkívüli stratégiai helyen emelkedő domb tetején található, amelyet három oldalról természetes lejtők vesznek körül, míg az egyetlen megközelíthető oldalon hármas földsánc határol. A településkomplexum teljes területe 40 000 m2. Nekropolisza 141 db 5 - 20 m átmérőjű, 0,50 - 2,20 magasságú temetkezési halomból áll, melyek a késő bronzkorból és a kora vaskorból származnak. A nekropolisz területe 60 000 m2. A sírdombokban számos sírmellékletet találtak, köztük jó állapotban fennmaradt ékszerek, fegyverek, szerszámok és felszerelések, amelyek hasonlóságot mutatnak az Alpok délkeleti részén található Hallstatti körrel.
1830-ban a falu 3 házában 32 görögkatolikus lakos élt. 1857-ben 40, 1910-ben 33 lakosa volt. Trianon előtt Zágráb vármegye Szamobori járásához tartozott. 2011-ben 9 lakosa volt. A mrzlo poljei Szent Péter és Pál plébániához tartoznak.

## Lakosság
| Lakosság változása | Lakosság változása | Lakosság változása | Lakosság változása | Lakosság változása | Lakosság változása | Lakosság változása | Lakosság változása | Lakosság változása | Lakosság változása | Lakosság változása | Lakosság változása | Lakosság változása | Lakosság változása | Lakosság változása | Lakosság változása |
| ------------------ | ------------------ | ------------------ | ------------------ | ------------------ | ------------------ | ------------------ | ------------------ | ------------------ | ------------------ | ------------------ | ------------------ | ------------------ | ------------------ | ------------------ | ------------------ |
| 1857               | 1869               | 1880               | 1890               | 1900               | 1910               | 1921               | 1931               | 1948               | 1953               | 1961               | 1971               | 1981               | 1991               | 2001               | 2011               |
| 40                 | 78                 | 84                 | 88                 | 73                 | 33                 | 42                 | 50                 | 20                 | 27                 | 36                 | 27                 | 20                 | 17                 | 15                 | 9                  |

## Nevezetességei
Szent Paraskeva Petka tiszteletére szentelt görögkatolikus kápolnája.
A Szent Petronella-kápolna a falu közelében, egy magas helyen található. Egyhajós épület, téglalap alaprajzú, a hajónál keskenyebb, sokszög záródású szentéllyel. Az oromzatos főhomlokzat központi tengelyében egy pengefalú harangtorony található, kettős nyílással. A templomhajó oldalhomlokzatát egy félköríves biforáma, a szentély falát pedig egy félköríves ablak tagolja. A templom 1827-ben épült, és a 20. században újították fel.

## Külső hivatkozások
- Szamobor hivatalos oldala
- A zsumberki közösség honlapja
- Szamobor város turisztikai egyesületének honlapja